# نيل كورتني
نيل كورتني (بالإنجليزية: Neil Courtney)‏ هو لاعب دوري الرغبي بريطاني، ولد في 13 سبتمبر 1956.